# Генрі Ґоулберн
Генрі Ґоулберн (англ. Henry Goulburn) (19 березня 1784, Лондон — 12 січня 1856, Доркінґ) — британський політик, член об'єднання торі та Консервативної партії, міністр уряду лорда Ліверпуля, герцога Веллінґтона та Роберта Піла.
Він був сином Манбі Ґоулберна та Сюзанни Четвінд, дочки 4-го віконта Четвінда. Він був братом Фредеріка Ґоулберна. Генрі Ґоулберн здобув освіту в Триніті-коледжі Кембриджського університету. У 1805 році отримав ступінь бакалавра, а в 1808 році — магістра.
У 1808 році був обраний до палати громад як представник від округу Горшем. У 1810 році він став заступником державного секретаря міністерства внутрішніх справ. У 1812 р. зайняв подібну посаду в міністерстві війська і колоній. У 1821 році він став членом Таємної ради і головним секретарем у справах Ірландії.
Ґоулберн залишався на посаді секретаря до квітня 1827 року. Під час його перебування на посаді ухвалено Закон про складання ірландської десятини (1823 р.). Пов'язаний з ірландськими оранжистами, він виступав проти емансипації католиків і голосував проти Акта про рівність у 1828 році. У 1828—1830 роках він був канцлером казначейства в уряді Веллінґтона. На цій посаді він намагався зменшити державний борг.
У 1834—1835 роках Ґоулберн був міністром внутрішніх справ у першому уряді Піла. Коли консерватори повернулися до влади в 1841 році, він знову став канцлером казначейства. Він продовжував працювати над скороченням державного боргу. Він підтримував Піла в його спробах скасувати закони про зерно, і після розколу всередині партії на цьому тлі він приєднався до партії Пілітів, яка вийшла з Консервативної партії в 1846 році.
Ґоулберн представляв Горшем до 1812 року, коли він став депутатом від Сен-Жермен. Потім він представляв West Looe (1818—1826), Armagh City (1826—1831) і Кембриджський університет (1831—1856). Помер у 1856 році.